# Murray (svensk släkt)
Murray är en svensk släkt vars äldste kände stamfar var köpmannen i Memel Johann Murray (1665–1721). Dennes son, den tyske prästen Andreas Murray (1695-1771), inflyttade till Sverige 1734. En son till honom, Gustaf Murray som från 1811 var biskop i Västerås, adlades 1810 och introducerades 1812 på Riddarhuset med nummer 2216. Denna ätt utslocknade 1962. 
Släkten fortlever i Sverige i två grenar som leder sitt ursprung från ovannämnde Gustaf Murrays yngre bror Adolph Murray (1751–1803).
Enligt äldre uppgifter härstammar släkten från en skotsk adlig släkt Murray, av vilken en gren i mitten av 1600-talet utflyttade till Ostpreussen. Det finns dock inget känt genealogiskt samband mellan den svenska släkten och de släkter från Moray, Skottland, som innehaft ärftliga adelstitlar. Släkten Murray som inte adlades är medlem i Ointroducerad adels förening.
Enligt uppgifter från oktober 2018 var 305 personer med efternamnet Murray bosatta i Sverige.

## Släktträd (urval)
- Andreas Murray (1695–1771) tysk-svensk präst
  - Johann Philipp Murray (1726–1776), tysk historiker
  - Johann Andreas Murray (1740–1791), svensk-tysk läkare, botaniker och professor
  - Gustaf Murray (1747– 1825), biskop, adlad
  - Adolph Murray (1751–1803), professor
    - Carl Adolph Murray (1785–1857), grosshandlare, konsul
      - George Murray (1844–1911), industriman
      - Robert Murray (medicinare) (1856 –1932), professor
        - Oscar Adolf Murray (1879–1940), kyrkoherde
          - Robert Murray (teolog) (1908–2000), domprost, hovpredikant
            - Christofer Murray (född 1946), programpresentatör

          - Carl-Adolf Murray (1912–2014), kyrkoherde
            - Bertil Murray (född 1950), stiftsadjunkt

    - Erik Fredrik Uno Murray (1791–1870), grosshandlare
      - Adolf Wilhelm Murray (1831–1894), major, trafikchef
        - Adolf Murray  (1862–1947), överste
          - Malcolm Murray (1904–1995),  generallöjtnant
          - Gilbert Murray (1914–2008), överste
            - Rickard Murray (född 1941), politiker

        - Walter Murray (1871–1957), ämbetsman och politiker

### Med okänt släktskap
- Douglas Murray (född 1980), ishockeyspelare